# John Waters Presents Movies That Will Corrupt You
 John Waters Presents Movies That Will Corrupt You es una serie antológica de películas producida por Here TV en 2006. Fue filmada en la casa del director John Waters en Baltimore, Maryland. Cada historia es presentada por él.

## Episodios (películas)
- Freeway
- L.I.E.
- Fuego
- Baxter
- The Fluffer
- Clean, Shaven
- Beefcake
- Criminal Lovers
- The Hours and Times, Sissy Boy Slap Party, Dottie Gets Spanked
- Pink Narcissus
- Who Killed Pasolini? (Pasolini, un delitto italiano)
- Porn Theatre (The Pussy With Two Heads)
- Irréversible